# Veículo com motor de combustão interna a hidrogênio
Mazda RX-8 (2007) equipado com 
motor rotativo a hidrogênio.
Veículo com motor de combustão interna a hidrogênio é um tipo de veículo movido a hidrogênio equipado com um motor de combustão interna. 
Na língua inglesa é identificado pela sigla HICEV (Hydrogen Internal Combustion Engine Vehicle). O funcionamento do motor de tal veículo, difere da célula de combustível que, no lugar da combustão, faz a conversão eletroquímica do hidrogênio, gerando energia para um motor elétrico. Em vez disso, o HICEV é simplesmente uma adaptação do motor de combustão interna convencional. 

## História
François Isaac de Rivaz projetou em 1806 o motor De Rivaz, o primeiro motor de combustão interna, que funcionava com uma mistura de hidrogênio/oxigênio. Étienne Lenoir produziu o Hippomobile em 1860 movido a hidrogênio produzido por eletrólise. Paul Dieges patenteou em 1970 uma modificação nos motores de combustão interna que permitia que um motor a gasolina funcionasse com hidrogênio.
A Universidade da Cidade de Tóquio desenvolve o motor de combustão interna a hidrogênio desde 1970. Recentemente desenvolve ônibus movido a hidrogênio  e caminhão.
A Mazda desenvolveu motores rotativos Wankel que queimam hidrogênio. A vantagem de usar o ICE (internal combustion engine, motor de combustão interna), como os motores rotativos e a pistão, é que o custo de reequipar as linhas produção é muito menor. O ICE de tecnologia existente ainda pode ser usado para resolver os problemas em que as células de combustível ainda não são uma solução viável, por exemplo, em aplicações de clima frio.
Entre 2005 e 2007, a BMW testou um carro de luxo BMW Hydrogen 7, alimentado por um ICE a hidrogênio, que atingiu 301 km/h (187 mph) em testes.[carece de fontes?] Pelo menos dois desses conceitos foram fabricados.[carece de fontes?] O BMW H2R conseguiu superar a velocidade de 300 km/h.
As empilhadeiras a hidrogênio foram demonstradas  com base em motores a diesel convertidos com injeção direta.
No ano de 2000, um Shelby Cobra foi convertido para rodar com hidrogênio num projeto liderado por James W. Heffel (na época, engenheiro principal da Universidade da Califórnia em Riverside, CE-CERT). A conversão para hidrogênio foi feita com o objetivo de tornar um veículo capaz de bater o recorde atual de velocidade terrestre para veículos movidos a hidrogênio.   Alcançou um respeitável 108,16 mph, perdendo o recorde mundial de veículos movidos a hidrogênio por 0,1 mph.
A Alset GmbH austríaca desenvolveu um sistema bicombustível que permite ao veículo usar gasolina e hidrogênio individualmente ou ao mesmo tempo com um motor de combustão interna. Essa tecnologia foi usada no Aston Martin Rapide S durante as 24 Horas de Nürburgring. O Rapide S foi o primeiro veículo a terminar a corrida com a tecnologia de hidrogênio.

## Emissões próximas de zero
A água é o único resíduo da combustão do hidrogênio:
{\displaystyle 2H_{2}} + {\displaystyle O_{2}} →  {\displaystyle 2H_{2}O}
Por outro lado, a queima de combustíveis de alta temperatura, como querosene, gasolina ou gás natural, com o ar, pode produzir óxidos de nitrogênio (NOx).
O hidrogênio tem uma ampla faixa de inflamabilidade em comparação com outros combustíveis. Como resultado, ele pode ser queimado em um motor de combustão interna em uma ampla variedade de misturas combustível-ar. Uma vantagem aqui é que, portanto, pode haver uma mistura pobre de combustível e ar. Essa mistura é aquela em que a quantidade de combustível é menor que a quantidade teórica, estequiométrica ou quimicamente ideal necessária para a combustão com uma determinada quantidade de ar. A economia de combustível é então maior e a reação de combustão é mais completa. Além disso, a temperatura de combustão geralmente é mais baixa, o que reduz a quantidade de poluentes (óxidos de nitrogênio, etc.) emitidos pelo escapamento.
Os padrões de emissão europeus medem as emissões de monóxido de carbono (CO), hidrocarbonetos (HC), hidrocarbonetos não metânicos, óxidos de nitrogênio (NOx), material particulado (MP) atmosférico e número de partículas.
De acordo com um artigo de L.M Das, a combustão interna de hidrogênio não gera emissões de CO, CO2 (dióxido de carbono), dióxido de enxofre (SO2), HC ou MP.  Ele o descreve como sendo de "quase zero de emissões".
Em 1976, ajustar um motor a hidrogênio para produzir a maior quantidade possível de emissões resultou em emissões comparáveis aos motores operados a gasolina a partir de 1976.[carece de fontes?]  Os motores mais modernos, entretanto, geralmente são equipados com EGR (exhaust gas recirculation, recirculação de gases de escape), e essa tecnologia beneficia o hidrogênio também em termos de emissões de NOx.
Equação na ausência da EGR:
{\displaystyle H_{2}} + {\displaystyle O_{2}} + {\displaystyle N_{2}} → {\displaystyle H_{2}O} + {\displaystyle NO_{X}} + {\displaystyle N_{2}} 

## Adaptação de motores convencionais
As diferenças entre um ICE de hidrogênio e um motor a gasolina tradicional incluem válvulas e assentos de válvulas mais resistentes, bielas mais fortes, velas de ignição com ponta sem platina, bobina de sistema de ignição de alta tensão, injetores de combustível projetados para combustível gasoso em vez de líquido, cambota, material da junta principal mais forte, coletor de admissão modificado (para compressor), compressor de pressão positiva e óleo de motor para alta temperatura. Todas as modificações equivaleriam a cerca de 1,5 o custo atual de um motor a gasolina. Esses motores a hidrogênio queimam combustível da mesma maneira que os motores de ciclo de Otto.
A potência máxima teórica de um motor a hidrogênio depende da razão ar/combustível e do método de injeção de combustível usado. A razão estequiométrica ar/combustível para hidrogênio é 34:1. Nessa proporção ar/combustível, o hidrogênio deslocará 29% da câmara de combustão, deixando apenas 71% para o ar. Como resultado, o conteúdo energético dessa mistura será menor do que seria se o combustível fosse gasolina. Como os métodos de injeção de carburador e porta misturam o combustível e o ar antes de entrar na câmara de combustão, esses sistemas limitam a potência teórica máxima obtida a aproximadamente 85% da dos motores a gasolina. Para sistemas de injeção direta, que misturam o combustível com o ar após o fechamento da válvula de admissão (e, portanto, a câmara de combustão possui 100% de ar), a potência máxima do motor pode ser aproximadamente 15% maior que a dos motores a gasolina.
Portanto, dependendo de como o combustível é medido, a produção máxima de um motor a hidrogênio pode ser 15% maior ou 15% menor que a da gasolina se for usada uma relação estequiométrica ar/combustível. No entanto, na proporção estequiométrica ar/combustível, a temperatura de combustão é muito alta e, como resultado, formará uma grande quantidade dos poluentes óxidos de nitrogênio (NOx). Como uma das razões para o uso do hidrogênio é a baixa emissão de gases de escape, os motores a hidrogênio normalmente não são projetados para funcionar com uma relação estequiométrica ar/combustível.
Normalmente, os motores a hidrogênio são projetados para usar cerca de duas vezes mais ar do que o teoricamente necessário para a combustão completa. Nesta relação ar/combustível, a formação de NOx é reduzida para quase zero. Infelizmente, isso também reduz a produção de energia para cerca da metade da de um motor a gasolina de tamanho semelhante. Para compensar a perda de energia, os motores a hidrogênio geralmente são maiores que os motores a gasolina e/ou são equipados com turbocompressores ou supercompressores.